# Johann Nepomuk von Schaffgotsch
Johann Nepomuk Gotthard Graf von Schaffgotsch (* 16. Mai 1713; † 18. Mai 1775) war ein preußischer Minister.

## Leben

### Herkunft und Familie
Johann Nepomuk von Schaffgotsch war Angehöriger des schlesisch-böhmischen Adelsgeschlechts Schaffgotsch, das im Riesen- und im Isergebirge ansässig war.	Seine Eltern waren Johann Anton Graf von Schaffgotsch (1675–1742) und Anna Theresia, geborene Gräfin Kolowrat-Nowohradsky (1690–1759). Der Fürstbischof von Breslau Philipp Gotthard von Schaffgotsch (1716–1795) war sein Bruder. Er selbst blieb unvermählt und hinterließ keine Kinder.

### Werdegang
Schaffgotsch diente zunächst im kaiserlichen Heere und geriet 1732 in türkische Gefangenschaft, aus welcher er im Jahre 1734 zurückkehrte. Bis zum Jahr 1740 war er zum Rittmeister avanciert. Er war Komtur des Malteserordens zu Gröbing, Brünn und Kralowitz.
1742 trat er dem Bund der Freimaurer bei und war 1772/73 Meister vom Stuhl der Breslauer Loge Zu den drei Totengerippen. Er wurde am 25. Januar 1744 preußischer Wirklicher Geheimer Etatsminister bzw. später auch Staats- und Kriegsminister. Ab November 1747 war er als Nachfolger von Friedrich Bogislaw von Schwerin (1674–1747) Oberstallmeister im Herzogtum Schlesien. Sein Nachfolger wurde seines Vorgängers Sohn, Friedrich Albert von Schwerin (1717–1789).